# Dacus acutus
Dacus acutus är en tvåvingeart som beskrevs av White och Goodger 2009. Dacus acutus ingår i släktet Dacus och familjen borrflugor. Inga underarter finns listade i Catalogue of Life.